# Amblymelanoplia capensis
Amblymelanoplia capensis är en skalbaggsart som beskrevs av Dombrow 2002. Amblymelanoplia capensis ingår i släktet Amblymelanoplia och familjen Melolonthidae. Inga underarter finns listade i Catalogue of Life.